# 曲波变换
曲波变换（英語：Curvelet Transform）是一种可以对多尺度信号进行表示的非自适应方法。作为小波变换的推广，曲波变换目前广泛的应用于诸如图像处理和科学计算等领域。
小波通过使用具有时频局域化性质的基对傅里叶变换进行了推广。对于高维信号，通过局域化朝向（Orientation），小波变换可以具有方向信息。曲波变换和包含方向信息的小波变换的区别在于，对于角度的局域化性质会随着尺度变化。
曲波变换适用于表示图像等除奇异点外光滑的信号，这些信号由具有有界曲率的曲线构成，卡通、几何和文字等图片都具有这样的性质，这些图片的边缘会随着图片的放大显得越来越直。然而一般的照片不具有类似的特征，它们往往在几乎所有的尺度上都有细节信息。所以在处理一般的照片时，选择具有方向信息的小波变换会在每个尺度上都具有相同的纵横比。
当图像类型适合时，曲波变换可以提供比其他小波变换更稀疏的表示。 通过假设仅使用 {\displaystyle n} 个小波作为几何测试图像的最佳逼近，并将近似误差作为 {\displaystyle n} 的函数来量化表示的稀疏性。对于傅里叶变换，均方误差的衰减速度约为 {\displaystyle O(1/{\sqrt {n}})}。对于包括方向性的和非方向性的一系列小波变换，均方误差的衰减速度约为 {\displaystyle O(1/n)}。而采用曲波变换则可以使均方误差的衰减速度下降到约为 {\displaystyle O({(\log n)}^{3}/{n^{2}})}。
Candès等人提出了两种离散曲波变换的快速算法，分别是基于非均匀采样傅里叶变换的Curvelet变换（Based on unequally-spaced fast Fourier transforms (USFFT)）和基于卷绕的Curvelet变换（Based on the wrapping of specially selected Fourier samples）；对于大小为{\displaystyle n\times n}的图片，二者的计算复杂度均为{\displaystyle O(n^{2}\log n)}，约是快速傅里叶变换的6-10倍。

## 曲波的构建
为了构建曲波的基函数 {\displaystyle \phi }，并在二维频率平面提供一个平铺（tiling），以下两个方面应当得到考虑：
1. 考虑频域的极坐标
2. 构建的曲波基应以近似楔形的方式局部支撑

在尺度{\displaystyle 2^{-j}}下，楔形元素的数量为{\displaystyle N_{j}=4\cdot 2^{\lceil {\frac {j}{2}}\rceil }}，也就是说，每经过两个圆环会使楔形元素数量加倍。
令频域的坐标{\displaystyle {\boldsymbol {\xi }}=(\xi _{1},\xi _{2})^{T}}，所以频域的极坐标为{\displaystyle r={\sqrt {\xi _{1}^{2}+\xi _{2}^{2}}}}，{\displaystyle \omega =\arctan {\frac {\xi _{1}}{\xi _{2}}}}。
在极坐标下，我们假设膨胀的基本曲波为：
{\displaystyle {\hat {\phi }}_{j,0,0}:=2^{\frac {-3j}{4}}W(2^{-j}r){\tilde {V}}_{N_{j}}(\omega ),r\geq 0,\omega \in [0,2\pi ),j\in N_{0}}
为了使构建的曲波基在一个近似楔形区域上支撑，两个窗函数{\displaystyle W}和{\displaystyle {\tilde {V}}_{N_{j}}}需要是紧支撑的。我们可以简单的使{\displaystyle W(r)}覆盖{\displaystyle (0,\infty )}，膨胀的曲波和{\displaystyle {\tilde {V}}_{N_{j}}}使得每一个圆环被{\displaystyle {\tilde {V}}_{N_{j}}}的平移覆盖。
由容许性条件可以得出：
{\displaystyle \sum _{j=-\infty }^{\infty }\left|W(2^{-j}r)\right|^{2}=1,r\in (0,\infty ).}
为了利用{\displaystyle N}个楔形平铺一个圆环（{\displaystyle N}为正整数）我们需要以{\displaystyle 2\pi }为周期的非负窗{\displaystyle {\tilde {V}}_{N}}在区间{\displaystyle \left[{\frac {-2\pi }{N}},{\frac {2\pi }{N}}\right]}内支撑，使得：
{\displaystyle \sum _{l=0}^{N-1}{\tilde {V}}_{N}^{2}(\omega -{\frac {2\pi l}{N}})=1,\omega \in \left[0,2\pi \right)}
{\displaystyle {\tilde {V}}_{N}}可以简单的由一个标量窗通过{\displaystyle 2\pi }周期化构建为{\displaystyle V({\frac {N\omega }{2\pi }})}。
所以：
{\displaystyle \sum _{l=0}^{N_{j}-1}\left|2^{\frac {3j}{4}}{\hat {\phi }}_{j,0,0}(r,\omega -{\frac {2\pi l}{N_{j}}})\right|^{2}=\left|W(2^{-j}r)\right|^{2}\sum _{l=0}^{N_{j}-1}{\tilde {V}}_{N_{j}}^{2}(\omega -{\frac {2\pi l}{N}})=\left|W(2^{-j}r)\right|^{2}}
为了完全覆盖包括零点附近区域的频率平面，我们需要定义一个低通成分{\displaystyle {\hat {\phi }}_{-1}:=W_{0}(|\xi |)}满足：
{\displaystyle W_{0}^{2}(r)^{2}:=1-\sum _{j=0}^{\infty }W(2^{-j}r)^{2}}
该部分在单位圆上支撑，此时不考虑旋转。
关于Curvelet性质、构建及其离散化的详细信息，参见。

## 应用
- 图像处理
- 地震勘探
- 流体力学
- 求解偏微分方程
- 压缩感知